# Siegfried Streicher

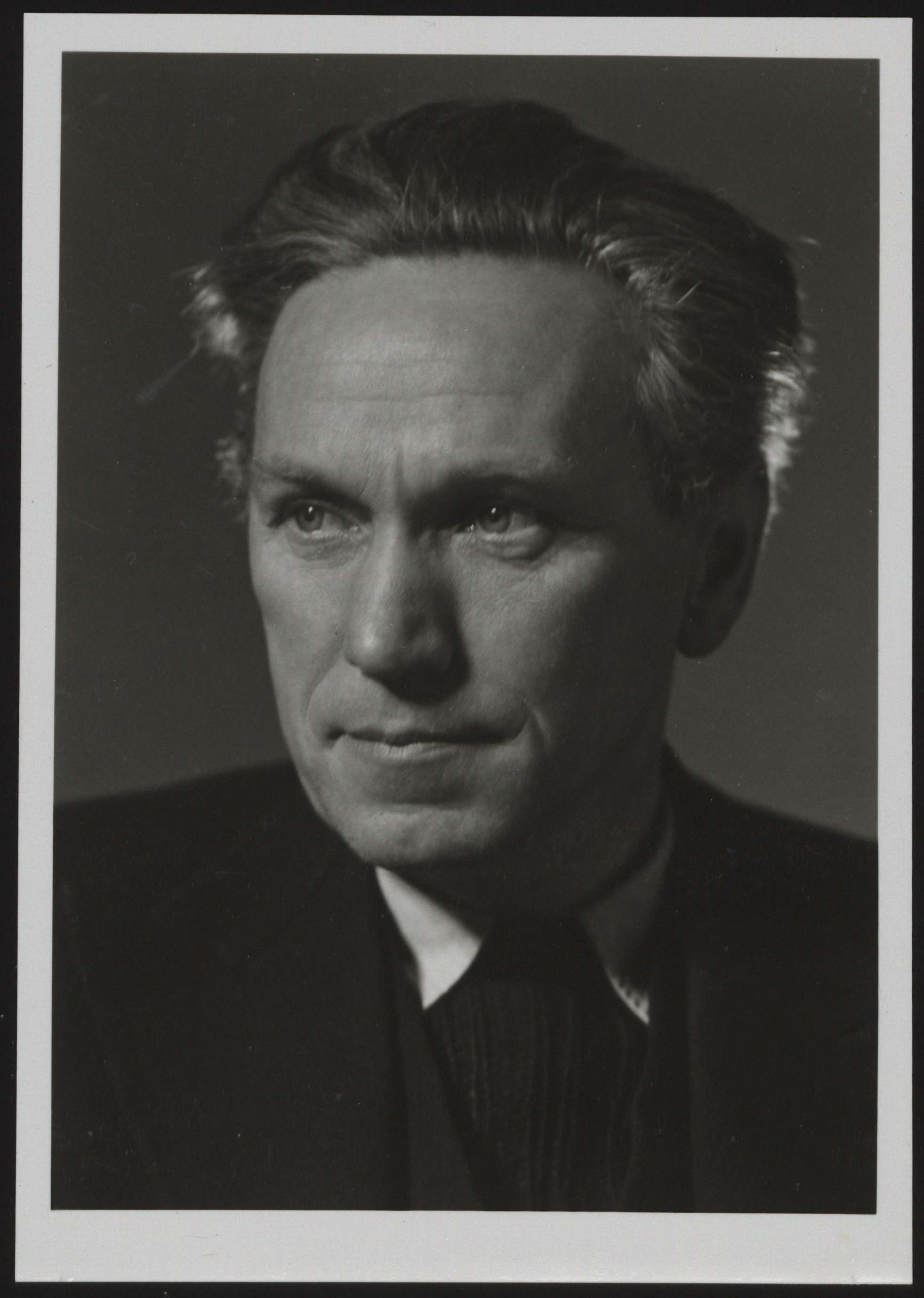
Siegfried Streicher (etwa 1893)

Siegfried Streicher (* 19. Februar 1893 in Basel; † 6. September 1966 in Arlesheim) war ein Schweizer Journalist und Schriftsteller.
Streicher studierte nach dem Besuch des Kollegiums Altdorf und der Klosterschule Disentis an den Universitäten in Genf und Freiburg i.Üe. 1921 promovierte er bei Josef Nadler an der Freiburg i.Üe. mit einer Arbeit über Carl Spitteler und Arnold Böcklin. Von 1929 bis 1940 war er Feuilletonredaktor und von 1940 bis 1944 Chefredaktor des Basler Volksblatts, der katholischen Tageszeitung in Basel. Von 1944 bis 1963 war er Redaktor der Schweizer Rundschau, die er „auf einen literarisch und kirchlich offenen Katholizismus im Sinne des 2. Vatikanums“ ausrichtete. Als Schriftsteller verfasste er Gedichte, Erzählungen, Novellen, Essays und kulturhistorische Abhandlungen.